# Fagraea gardeniiflora
Fagraea gardeniiflora là một loài thực vật có hoa trong họ Long đởm. Loài này được Wernham mô tả khoa học đầu tiên năm 1916.